# 河内神社 (広島市)
河内神社（こうちじんじゃ）は、広島県広島市佐伯区五日市町上河内にある神社。芸藩通志に記されている神社を合祀した神社で、旧社格は村社。

## 概要
神社は、広島市佐伯区五日市の河内地区（上河内、下河内、上小深川、下小深川、藤の木、河内南）の中心地にあり、鎮守の森を背負って見晴らしのよい場所に位置する。石段下の境内に社務所が、少し石段を上がったところに社殿がある。
祭神の帯中津日子命（仲哀天皇）、品陀和気命（応神天皇）、息長帯日売命（神功皇后）は八幡三神であり、素盞嗚尊、伊邪那岐命、伊邪那美命、黄泉事解男命、大己貴命、少彦名命、猿田彦命、天鈿女命はそれぞれ日本神話の神 や熊野新宮の神などである。
境内にある桜並木が、春になると咲き誇り、隣接する広島市立河内小学校の入学時などで目にする人も多く、地元の人に人気がある。
河内地区の氏神社（うじがみしゃ）・氏神様（うじがみさま）である。大字旧各村内には、八幡神社（はちまんじんじゃ）（上河内中郷）、佐古神社（さこじんじゃ）（上河内下城）、客人神社（まろうどじんじゃ）（上河内魚切）、日吉神社（下河内〔現・御旅所（おたびしょ）･通称権現さん〕）、新宮神社三社（下河内白川、上小深川、下小深川）、大宮神社（上小深川野登呂（のとろ））の8社があり、これらの神社を明治40年(1907年)に合祀・統合し、河内地区の氏神社・産土神社（うぶすなじんじゃ）として「河内神社」として祀られた。
現在の本殿は、合祀した旧佐古神社の境内地に、旧日吉神社の本殿をその当時に移築したものである。（詳細は境内石段の脇の神社合祀の祈念石碑に刻まれている）
それらの神社の中には、延喜年間(901-23)に勧請されたと伝える神社もあり、江戸時代の享保6年(1722年)に八幡宮を再建時の棟札も残る。旧各社はおおよそ中世の頃の創祀と考えられる。河内地区の守護神、鎮守の神として人々から広く崇敬されている。

## 祭行事
- 歳旦祭 - 1月1日
- 建国記念祭 - 2月11日
- 境内稲荷神社例祭 - 3月第2日曜日
- 祈年祭（春の大祭） - 4月第2日曜日
- 河内忠魂社慰霊祭 - 4月29日
- 夏祭、夏越の祓い - 7月第1日曜日
- 献灯祭 - 8月14日
- 秋祭前夜祭（神楽奉納） - 秋祭前日土曜日
- 秋祭（例大祭） - 10月第2日曜日
- 七五三祭 - 11月15日前後
- 新嘗祭（大祭） - 12月第2日曜日

## 交通アクセス
公共交通機関
- JR山陽本線 五日市駅北口から、広電バス、藤の木団地線、河内下城バス停下車、正面参道へ。
- 広島電鉄宮島線 楽々園駅下車、広電バス、楽々園バス停から、湯来・杉並台団地線、河内下城バス停下車、正面参道へ。

自家用車
広島八幡方面から
- 国道2号 西広島バイパス五日市方面、皆賀ＩＣ出て直進、波出石交差点右折し広島県道41号五日市筒賀線湯来方面、山陽新幹線・山陽自動車道高架をくぐり、河内小学校前信号左折、正面参道へ。

湯来方面から
- 国道443号広島市街方面、広島県道41号五日市筒賀線へ直進、魚切ダム入口・藤の木団地入口を通過し、河内小学校前信号右折、正面参道へ。